# Francesc Betancourt i Cocinero
Francesc Betancourt i Cocinero (Badalona, 4 de febrer de 1913 - Barcelona, 28 de març de 1998) fou un futbolista català de les dècades de 1930 i 1940.

## Trajectòria
Jugava d'extrem dret. Es formà a l'Atlètic Fortpienc, on començà a jugar a l'edat de vuit anys. Posteriorment defensà els colors del FC Gràcia (anomenat Catalunya FC el 1931), passant a finals d'aquest any al CF Badalona, on fou un autèntic ídol, i el 1939 al CE Sabadell. Fill de cubà i catalana, fou el tercer futbolista negre que jugà al FC Barcelona (després dels brasilers Jaguaré Bezerra i Fausto Dos Santos), on arribà la temporada 1942-43 amb 28 anys. Romangué al club dues temporades. Jugà 24 partits al club i marcà 11 gols. A continuació jugà al Constància d'Inca, al Girona FC, al FC Martinenc (jugador-entrenador), Molinense (alguns partit per amistat amb Josep Raich), UE Tàrrega (també alguns partits) i Badalona.
Fou internacional amb la selecció catalana de futbol entre 1936 i 1942.
Un cop retirat fou entrenador als clubs FC Martinenc, UE Tàrrega, CE Mataró, CE Europa, Atlètic Ciutadella, Palamós CF, CF Ripoll i CE Sant Cugat.